# 급변풍

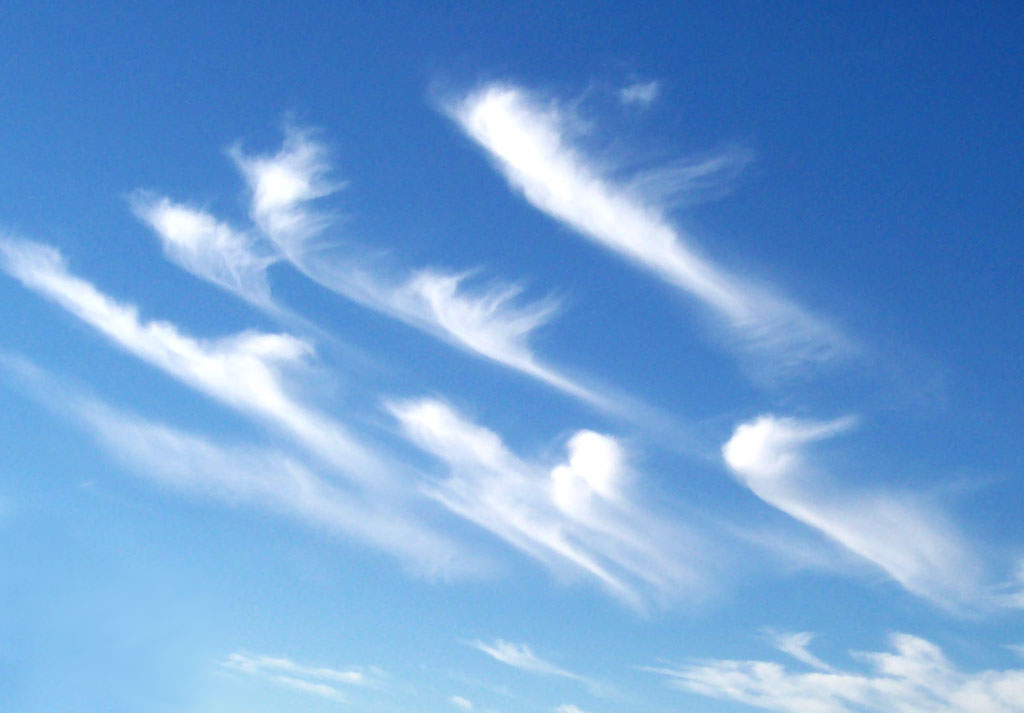
권운의 삐친 모양은 고고도 수직급변풍으로 인한 것이다.

급변풍(急變風, wind shear or wind gradient)은 대기 중의 비교적 짧은 거리에서 풍속과 풍향의 차이가 존재하는 바람경도이다. 대기 바람 전단은 일반적으로 수직 또는 수평 바람 전단으로 설명된다. 수직 급변풍은 고도 변화에 따른 풍속이나 방향의 변화이다. 수평 급변풍은 주어진 고도에 대한 측면 위치의 변화에 따른 풍속의 변화이다.
급변풍은 매우 짧은 거리에서 발생하는 미기상학적 현상이지만 돌풍 및 한랭 전선과 같은 중규모 또는 종관 규모의 기상 특징과 연관될 수 있다. (뇌우, 전선, 저고도 제트기라고 불리는 국지적으로 더 높은 저고도 바람 지역, 산 근처, 맑은 하늘과 잔잔한 바람으로 인해 발생하는 복사 역전, 건물, 풍력 터빈, 그리고 범선) 급변풍은 항공기 제어에 심각한 영향을 미치며 많은 항공 사고의 유일한 원인이거나 기여 원인이었다.
대기를 통한 소리의 이동은 바람 전단의 영향을 받아 파면이 구부러져 평소에는 들리지 않는 소리가 들리게 된다. 대류권 내의 강한 수직 바람 전단은 또한 열대성 저기압의 발달을 억제하지만 개별 뇌우를 더 긴 수명 주기로 구성하여 악천후를 유발할 수 있도록 돕는다. 온도풍 개념은 서로 다른 높이에서의 풍속 차이가 수평 온도 차이에 어떻게 의존하는지 설명하고 제트기류의 존재를 설명한다.

## 같이 보기
- 항공 안전
- 범주 (이동법)